# Fügedi Tamás
Fügedi Tamás (1934-ig Filipek; Budapest, 1921. december 8. – Budapest, 1966. október 3.) magyar közgazdász, statisztikus, Fügedi Erik történész testvére, így szülői hátterük azonos.

## Családja, tanulmányai
Édesapja Filipek Sándor (1880–1974), pesti gépészmérnök, édesanyja Prochazka Gertrud (1891–1966) volt. Jómódú családból származott, dédnagyapja Waltersdorfer Vilmos (1824-1894) sörgyári igazgató, üknagyapja, Jurenák Pál (1796-1876) pedig a főváros legnagyobb vaskereskedője volt. Budapesten a piarista gimnáziumban érettségizett 1939-ben, majd a M. kir. József nádor Műszaki és Gazdaságtudományi Egyetemen kezdte meg tanulmányait, ahol 1943-ban kereskedelemtudományi, majd a háború befejezését követően, 1947-ben közgazdaságtudományi oklevelet és 1948-ban közgazdász doktori fokozatot szerzett.

## Munkássága
Szakmai tevékenységét a Varga István által alapított és vezetett Magyar Gazdaságkutató Intézetben kezdte. A Varga-féle tudósképzés keretében olyan későbbi neves tudósokkal kezdett el dolgozni, mint Andorka Rudolf, vagy Balassa Béla. Ennek alapján érthető, hogy az intézet 1948. évi megszüntetésekor Fügedi Tamás elhelyezése is gondot okozott az akkori személyzetiseknek. Tekintve, hogy „Dr. Fügedi Tamást hozzáértő és használható szakembernek ismerjük” és a „jelenlegi káderszegénységünkben a Gazdaságkutató Intézetben ma dolgozók némelyikére feltétlenül szükség van”, ezért Fügedi Tamást a különböző nevek alatt működő élelmiszeriparral foglalkozó minisztériumban helyezték el.
1956-ban enyhe büntetésként kikerült a minisztériumból és a Budapesti Hűtőipari Vállalatnál (Mirelite) helyezték el. A Fügedi család barátságban volt a Göncz családdal, s ahol lehetett, segítették egymást. Erről maga Göncz Árpád is megemlékezik.
Mellékfoglalkozásként folyamatosan dolgozott a Központi Statisztikai Hivatalban is, ahol 1950-ben KSH Iparstatisztikus oklevelet, majd 1954-ben Felsőfokú statisztikai oklevelet szerzett. Iparstatisztikai publikációi is ebben az időszakban készültek.
Ipargazdasági felkészültsége alapján került egyetemi adjunktusként 1963-ban a Budapesti Műszaki Egyetemre, ahol az Ipari Üzemgazdaságtan tanszék keretében Ipargazdaságtant tanított. Szakmai nyitottsága és nyelvismerete vezette a hálótervezés jelentőségének korai felismerésére, amelynek eredményeként Magyarországon elsőként vezette be annak egyetemi oktatását és írta meg az új szakterület első egyetemi jegyzeteit.
Tudományos munkásságának — nem utolsósorban kitűnő matematikai felkészültségének - elismeréseképpen nyerte el 1966-ban a Ford ösztöndíjat, de az abban rejlő lehetőségek hasznosításától korai halála megfosztotta.

## Család
Fügedi Tamás két gyermeket nevelt. Leánya dr. Fügedi Katalin belgyógyász, kardiológus, nevelt fia Gaál Csaba, gépészmérnök.